# Laura Grasemann
Laura Grasemann (Heidelberg, 30 april 1992) is een Duitse freestyleskiester die is gespecialiseerd op het onderdeel moguls. Ze vertegenwoordigde haar vaderland op de Olympische Winterspelen 2014 in Sotsji.

## Carrière
Bij haar wereldbekerdebuut, in december 2008 in Méribel, scoorde Grasemann direct haar eerste wereldbekerpunten. Tijdens de Olympische Winterspelen van 2014 in Sotsji eindigde ze als 22e op het onderdeel moguls.
Op de wereldkampioenschappen freestyleskiën 2015 in Kreischberg eindigde de Duitse als negende op het onderdeel moguls en als elfde op het onderdeel dual moguls. In februari 2016 behaalde Grasemann in Tazawako haar eerste toptienklassering in een wereldbekerwedstrijd. In de Spaanse Sierra Nevada nam ze deel aan de wereldkampioenschappen freestyleskiën 2017. Op dit toernooi eindigde ze als elfde op het onderdeel moguls en als achttiende op het onderdeel dual moguls. In maart 2018 stond de Duitse in Tazawako voor de eerste maal in haar carrière op het podium van een wereldbekerwedstrijd.
Op de wereldkampioenschappen freestyleskiën 2019 in Park City eindigde Grasemann als Grasemann als vijfde op het onderdeel dual moguls en als 26e op het onderdeel moguls.

## Resultaten

### Olympische Spelen
| Jaar | Plaats | Resultaten |
| ---- | ------ | ---------- |
| 2014 | Sotsji | 22e Moguls |

### Wereldkampioenschappen
| Jaar | Plaats        | Resultaten                 |
| ---- | ------------- | -------------------------- |
| 2015 | Kreischberg   | 11e Dual Moguls 9e Moguls  |
| 2017 | Sierra Nevada | 18e Dual Moguls 11e Moguls |
| 2019 | Park City     | 5e Dual Moguls 26e Moguls  |

### Wereldbeker
Eindklasseringen
| Seizoen   | Algm | MO  |
| --------- | ---- | --- |
| 2009/2010 | 156e | 43e |
| 2010/2011 | 105e | 35e |
| 2011/2012 | 167e | 44e |
| 2012/2013 | 196e | 42e |
| 2013/2014 | 153e | 29e |
| 2014/2015 | 92e  | 24e |
| 2015/2016 | 81e  | 19e |
| 2016/2017 | 124e | 23e |
| 2017/2018 | 80e  | 14e |
| 2018/2019 | 44e  | 10e |
| 2019/2020 | 111e | 21e |